# Misjmar Hasjaron
Misjmar Hasjaron (Hebreeuws: מִשְׁמַר הַשָּׁרוֹן) is een kibboets ten noordoosten van Netanja in Israël en is opgericht in 1924 door Russische immigranten.
Misjmar Hasjaron was onderdeel van de eerste grootschalige vestigingspogingen van Joden in het Mandaatgebied Palestina. In 1931 had het Joods Nationaal Fonds grote stukken landbouwgrond aangekocht en in het kader van dit project vestigden zich rond 1933 immigranten uit Rusland en Polen in de kibboets. Tegenwoordig heeft de nederzetting ruim 400 inwoners.
Voormalig minister-president Ehud Barak is in deze plaats geboren. 